# Browar w Miastku
Browar w Miastku – browar funkcjonujący w latach 1875–1945, a następnie znacjonalizowany działał jako rozlewnia piwa do końca lat 80. XX wieku.
W latach 1875–1945 na terenie Miastka funkcjonował browar oraz rozlewnia piwa i napojów gazowanych.
Nazwy browaru i właściciele:
- Bayrische Bierbrauerei, Carl Kemp  1875 – 1900
- Brauerei Carl Kemp, Emil Koball do 1914
- Bergschloßbrauerei Rummelsburg i/P.[4], Emil Koball do 1920
- Bergschloßbrauerei Rummelsburg i/P., Hans Viereck do 1931
- Bergschloßbrauerei Hans Viereck, Ernst Kerner do 1933
- Rummelsburger Brauhaus[5], Paul Kurzan do 1945

Na podstawie ustawy z dnia 3 stycznia 1946 browar został znacjonalizowany. Rozlewnia piwa (połczyńskiego) funkcjonowała w Miastku do końca lat 80. XX wieku.